# میرزا کوچک خان (فیلم)
میرزا کوچک خان فیلمی به کارگردانی و نویسندگی امیر قویدل محصول سال ۱۳۶۲ است.

## خلاصۀ داستان
بعد از پایان جنگ جهانی اول و غلبه متفقین خصوصاً انگلستان، با اعمال نفوذ انگلیسی‌ها در ایران وثوق‌الدوله به قدرت می‌رسد. او ابتدا به میرزا پیشنهاد می‌کند که ضمن تأمین جانی به عتبات برود و قوایش را در اختیار دولت قرار دهد. وثوق‌الدوله بعد از مخالفت میرزا با این پیشنهاد، تیمورتاش را با بیست هزار قزاق به عنوان والی گیلان فرستاد تا جنگلی‌ها را سرکوب کند. در این ایام بود که حاج احمد کسمایی، که یکی از سران مؤثر جنگل بود خود را تسلیم کرد. میرزا که نمی‌خواست با هموطنانش بجنگد تصمیم گرفت با افرادش به اعماق جنگل عقب‌نشینی کند. در این تعقیب‌و‌گریز طولانی، عده‌ای از جنگلی‌ها از پای درآمدند و عده‌ای هم اسیر شدند. به مرور زمان عده‌ای فرار کردند و بخشی هم تسلیم شدند که از جمله آنها ابراهیم حشمت بود که نیروهای قزاق به امان نامه‌ای که پشت قرآن برای او امضا کرده بودند، وفا نکردند و سرانجام ابراهیم حشمت در رشت اعدام شد.
قوای دولتی نتوانستند میرزا را دستگیر کنند، لذا جنبش جنگل همچنان به بقای خود ادامه داد. رفته رفته جنگلی‌ها همدیگر را پیدا کردند و دوباره قدرت گرفتند. میرزا با از دست دادن بعضی از دوستان سابقش که اثرات مهمی در قیام او داشتند از جمله ابراهیم حشمت و حاج احمد کسمایی، اکنون به بعضی دیگر از دوستانش از جمله احسان‌الله خان دوستدار و خالو قربان میدان می‌دهد و آنها نیز میرزا را ترغیب به دوستی با اتحاد جماهیر شوروی می‌کنند. میرزا عزم خود را جزم می‌کند که به بادکوبه برود و با انقلابیون آنجا دیدار کند.

## بازیگران
- ولی‌الله مؤمنی  در نقش میرزا کوچک خان
- سیروس قهرمانی
- شهروز رامتین
- کاظم افرندنیا
- عنایت بخشی
- شهاب عسگری
- فرهاد محبت
- امرالله صابری
- شهروز ملک‌آرایی
- بهرام زند
- منوچهر اسماعیلی
- هوشنگ بهشتی

## عوامل سازنده
کارگردان: امیر قویدل
تهیه‌کننده: هادی مشکوة
نویسنده: امیر قویدل بر اساس کتاب سردار جنگل اثر ابراهیم فخرایی
آهنگساز: فریدون شهبازیان
مدیر دوبلاژ: منوچهر اسماعیلی (صداپیشگان: ایرج ناظریان (ولی‌الله مؤمنی/میرزا کوچک)، صادق ماهرو (هوشنگ بهشتی)، حسین عرفانی (کاظم افرندنیا)، منوچهر اسماعیلی (به جای خودش)، بهرام زند (به جای خودش)
مدیر فیلمبرداری: علی صادقی
چهره پرداز: ایرج صفدری
تدوین: روح‌الله امامی